# Скілур (цар скіфів)

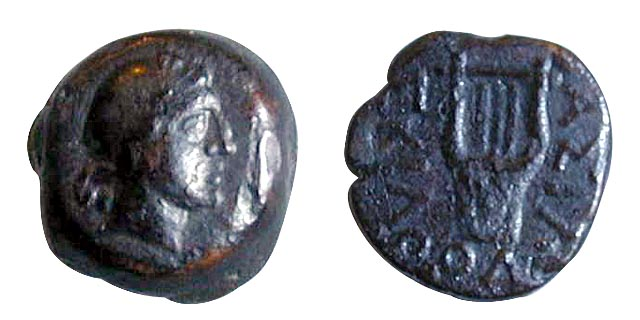
Халк Ольвіополісу з легендою ΣΚΙΛΟΥΡΟΥ. [http://www.museum.com.ua/index.htm Одеський Музей Нумізматики

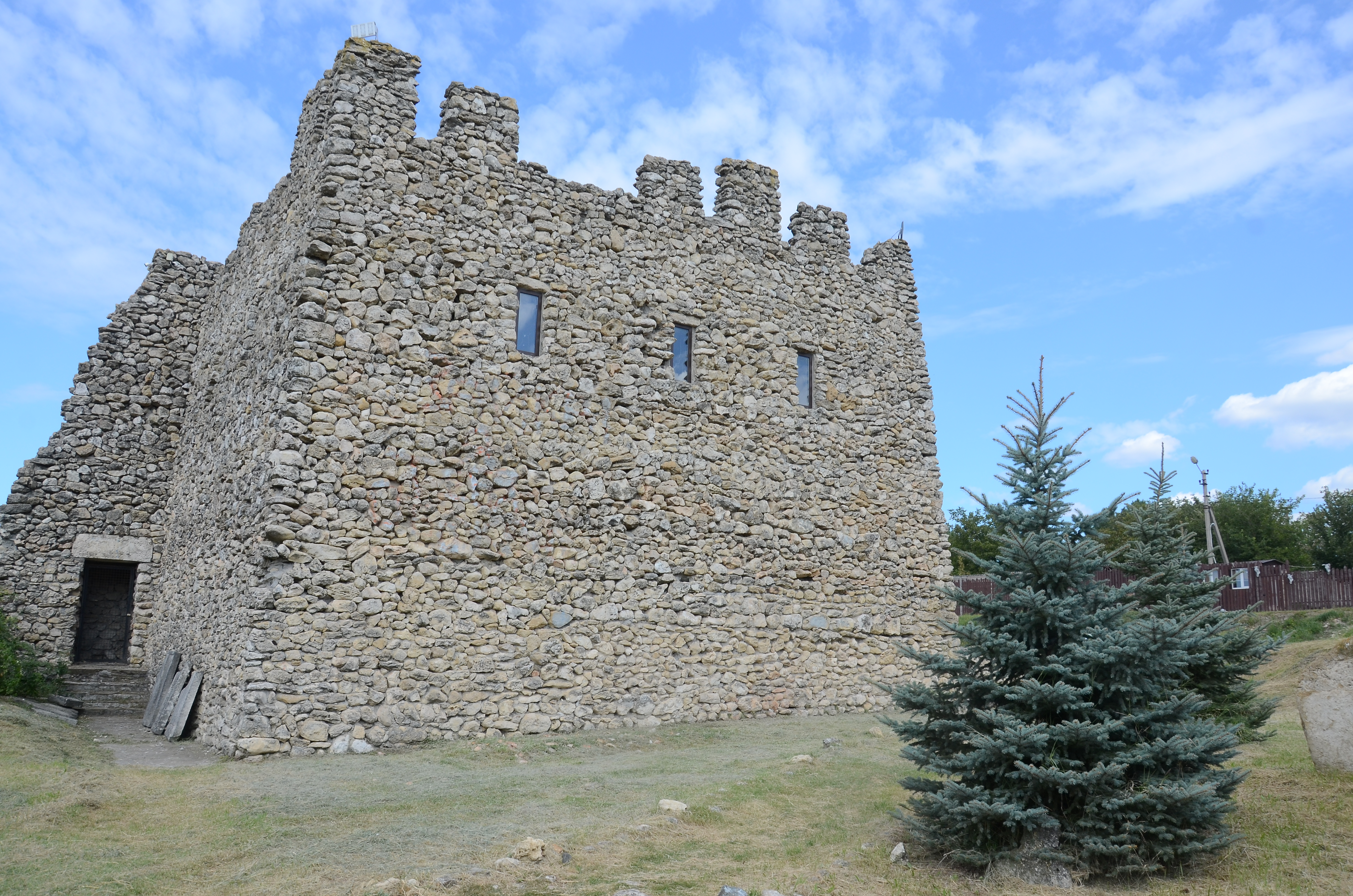
Мавзолей Скілура, Неаполь Скіфський

Скілур (дав.-гр. Σκίλουρος) — династ Скіфського царства (до/ бл. 130 р. до н. е. — 114/113 рр. до н. е.).
За часів панування Скілура територія Скіфського царства охоплювала весь степовий Крим, пониззя Дніпра та Південного Буга. На місці невеликого поселення (найімовірніше заснованого близько 199—197 рр. до н. е. ольвіополітами Посидеєм та Євменом) він розбудував нову столицю — Неаполь Скіфський.
Ймовірно, що грецький поліс Ольвія, який карбував монети з легендою Σκίλουρο, був у залежності від Скіфського царства.
За Страбоном, заснував фортеці Палакій та Хаб.
Провів низку вдалих військових кампаній (проти «піратствуючих сатархів»), хоча наразі висловлено думку, що акції проти сатархів відбулися близько межі III—II ст.ст. до н. е. (питання присутності сатархів у Північному Причорномор'ї близько межі III—II ст.ст. до н. е. потребує додаткових підтверджень). Останнім часом опублікована низка доказів того, що відома група посвят Посидея із Неаполя Скіфського датується рубежем III—II ст. до н. е. та встановлена при заснуванні Неаполя ольвіополітами. Відповідно, Посидей не був радником та «правою рукою» царя Скілура.
Наявність великої кількості еллінів у Неаполі дала підґрунтя для припущень, що за часів Скілура пізньоскіфська держава була монархією еллінистичного типу. Ця точка зору має велику кількість оппонентів. Але аналіз епіграфічних пам'яток Неаполя останньої третини II ст. до н. е. дає вагомі підстави для підтвердження концепції «… щодо циркумпонтійської єдності, яка склалася у еллінізмі. Початок цьому процесу поклав Александр Великий своєю майстерною політикою злиття світу Заходу і Сходу, яку наслідували наступні покоління монархів як Малої Азії, так й Північного Причорномор'я».
Етимологія імені:
дав.-гр. Σκίλουρος < скіф. *skilūra < д.ір. *skidura («ріжучий, переможний»).

## Родина
Плутарх, переказуючи легенду про Скілура, згадував про 80 синів царя. Єдиний син Скілура відомий за ім'ям, це його наступник Палак. Також відомо про його дочку Сенамотіс, дружину боспорського аристократа Геракліда. Російський дослідник Юрій Віноградов припускав, що боспорський цар Савмак міг бути сином Скілура, хоча підтвержень цьому не існує.

## Скілур в епіграфіці
- укр. «Цар Скілур син царя…»[15][16]

- укр. «За царя тричі Перісада, сина царя Боспору Перісада, Сенамотіс, дружина Геракліда та донька Скілура, присвятила цей офірний стіл Дітагойї.»[17][1]

## Інші відомі на сьогодення згадки цього імені та історичні персони з даним ім'ям
Антропонім Скілур (грец. Σκιλούρου) відомий в епіграфіці Боспору II ст. н. е.